# Cato Zahl Pedersen
Cato Zahl Pedersen, född 12 januari 1959 i Nesodden, är en tidigare norsk skidåkare,  friidrottare och äventyrare. Han har vunnit 13 guldmedaljer och en silvermedalj vid de paralympiska spelen.  Han skadades allvarligt som tonåring och tvingades amputera vänster arm och delar av den högra och tävlar i klass LW 5/7.
Funktionsnedsättningen har inte hindrat honom från utmaningar och den 28 december 1994 nådde han, som den första funktionsnedsatta någonsin Sydpolen. Tillsammans med Odd Harald Hauge och Lars Ebbesen korsade han Antarktis på skidor från Berkner Island till Sydpolen på sin expedition Unarmed to the South Pole. År 2005 besteg han världens sjättehögsta berg, Cho Oyu (8 201 m.ö.h.) och år 2007 besteg han Mount Everest men var tvungen att vända om ett par hundra meter från toppen på grund av kö.